# El-Tayeb Sanad
El-Tayeb Sanad (ur. 1950 w Abu Hamad) – sudański piłkarz grający na pozycji bramkarza. W swojej karierze grał w reprezentacji Sudanu.

## Kariera klubowa
Swoją karierę piłkarską Sanad rozpoczął w klubie Al-Wadi Atbara. Zadebiutował w nim w 1970 roku. W 1972 roku przeszedł do Al-Merreikh Omdurman. Grał w nim do 1978 roku. Wywalczył z nim pięć tytułów mistrza Sudanu w sezonach 1972, 1974, 1975, 1977 i 1978 oraz zdobył dwa Puchary Sudanu w latach 1972 i 1974. W latach 1978–1984 grał w Zjednoczonych Emiratach Arabskich, w klubie Nadi asz-Szarika, w którym zakończył karierę. Czterokrotnie zdobył z nim Puchar Zjednoczonych Emiratów Arabskich w sezonach 1978/1979, 1979/1980, 1981/1982 i 1982/1983.

## Kariera reprezentacyjna
W 1976 roku Sanad został powołany do reprezentacji Sudanu na Puchar Narodów Afryki 1976. Wystąpił na nim w trzech meczach grupowych: z Marokiem (2:2), z Nigerią (0:1) i z Zairem (1:1).